# E-Prix de Berlín de 2020
El e-Prix de Berlín de 2020 (oficialmente, 2020 FIA Formula E Berlin E-Prix presented by CBMM Niobium) fue una serie de seis carreras de la Fórmula E que se celebraron en tres distintas versiones del circuito del aeropuerto Berlín-Tempelhof en las afueras de Berlín entre el 5 y 13 de agosto de 2020. Fueron las últimas seis carreras de la temporada 2019-20 y fue la sexta edición del e-Prix de Berlín.
La primera carrera celebrada en el trazado inverso fue ganada por António Félix da Costa, fue acompañado en el podio por André Lotterer y Sam Bird. La segunda carrera fue ganada nuevamente por da Costa, que consiguió su tercera victoria consecutiva de la temporada, en esta oportunidad fue acompañado en el podio por Sébastien Buemi, y Lucas Di Grassi.
En el trazado tradicional, la primera carrera fue ganada por Maximilian Günther, quién consiguió su segunda victoria en la temporada. Fue acompañado en el podio por Robin Frijns y Jean-Éric Vergne. La segunda carrera fue ganada esta vez por Vergne, que logró su primera victoria de la temporada, su compañero de equipo António Félix da Costa terminó en la segunda posición, asegurándose el título de mundo de Fórmula E, el último escalón del podio fue ocupado por Sébastien Buemi.
En el nuevo trazado, la primera carrera fue ganada por Oliver Rowland, que obtuvo su primera victoria en Fórmula E. Fue escoltado en el podio por Robin Frijns y René Rast. La segunda y última carrera de la temporada fue ganada por Stoffel Vandoorne, quien también consiguió su primera victoria en la categoría, fue acompañado en el podio por su compañero de equipo Nyck de Vries y por Sébastien Buemi.

## Circuitos
Los diseños de las pistas para el evento de 9 días se pusieron a disposición de los conductores y constructores el 21 de julio de 2020.
Las 6 carreras se dividieron en tres 'rondas dobles', cada una con un diseño de pista diferente. Las dos primeras carreras (5 y 6 de agosto) se llevaron a cabo en el trazado inverso, con los pilotos conduciendo el circuito habitual de Tempelhof en sentido horario (el circuito normalmente se corre en sentido antihorario). La segunda ronda doble (8 y 9 de agosto) se corre en el diseño del circuito tradicional de Tempelhof (es decir, en sentido antihorario). La última ronda doble (12 y 13 de agosto) utiliza un diseño de circuito extendido, con más giros agregados a los sectores medio y final de la pista. Los organizadores llamaron a este diseño de pista como uno "más técnico".

## Carrera 1

### Clasificación
Resultados
| Pos. | N.º | Piloto                 | Escudería                        | GS       | SP       | Parrilla  |
| ---- | --- | ---------------------- | -------------------------------- | -------- | -------- | --------- |
| 1    | 13  | António Félix da Costa | DS Techeetah                     | 1:07.122 | 1:06.799 | 1         |
| 2    | 25  | Jean-Éric Vergne       | DS Techeetah                     | 1:07.274 | 1:07.121 | 2         |
| 3    | 36  | André Lotterer         | TAG Heuer Porsche Formula E Team | 1:07.454 | 1:07.235 | 3         |
| 4    | 23  | Sébastien Buemi        | Nissan e.dams                    | 1:07.267 | 1:07.248 | 4         |
| 5    | 17  | Nyck de Vries          | Mercedes-Benz EQ Formula E Team  | 1:07.308 | 1:07.302 | 5         |
| 6    | 64  | Jérôme d'Ambrosio      | Mahindra Racing                  | 1:07.488 | 1:07.371 | 6         |
| 7    | 2   | Sam Bird               | Envision Virgin Racing           | 1:07.492 |          | 7         |
| 8    | 22  | Oliver Rowland         | Nissan e.dams                    | 1:07.521 |          | Pit Lane* |
| 9    | 20  | Mitch Evans            | Panasonic Jaguar Racing          | 1:07.555 |          | 8         |
| 10   | 19  | Felipe Massa           | ROKiT Venturi Racing             | 1:07.563 |          | 9         |
| 11   | 4   | Robin Frijns           | Envision Virgin Racing           | 1:07.581 |          | 10        |
| 12   | 94  | Alex Lynn              | Mahindra Racing                  | 1:07.646 |          | 11        |
| 13   | 28  | Maximilian Günther     | BMW i Andretti Motorsport        | 1:07.685 |          | 12        |
| 14   | 66  | René Rast              | Audi Sport ABT Schaeffler        | 1:07.777 |          | 13        |
| 15   | 48  | Edoardo Mortara        | ROKiT Venturi Racing             | 1:07.826 |          | 14        |
| 16   | 5   | Stoffel Vandoorne      | Mercedes-Benz EQ Formula E Team  | 1:07.993 |          | 15        |
| 17   | 27  | Alexander Sims         | BMW i Andretti Motorsport        | 1:07.996 |          | 16        |
| 18   | 18  | Neel Jani              | TAG Heuer Porsche Formula E Team | 1:08.014 |          | 17        |
| 19   | 3   | Oliver Turvey          | NIO 333 FE Team                  | 1:08.089 |          | 18        |
| 20   | 7   | Nico Müller            | GEOX Dragon                      | 1:08.118 |          | 19        |
| 21   | 11  | Lucas di Grassi        | Audi Sport ABT Schaeffler        | 1:08.136 |          | 20        |
| 22   | 33  | Daniel Abt             | NIO 333 FE Team                  | 1:08.554 |          | 21        |
| 23   | 6   | Sérgio Sette Câmara    | GEOX Dragon                      | 1:08.628 |          | 22        |
| 24   | 51  | James Calado           | Panasonic Jaguar Racing          | 1:10.194 |          | 24*       |

Fuente: Fórmula E.

### Carrera
| Pos. | N.º | Piloto                 | Escudería                        | Vueltas | Tiempo/Retirado | Parrilla | Puntos |
| ---- | --- | ---------------------- | -------------------------------- | ------- | --------------- | -------- | ------ |
| 1    | 13  | António Félix da Costa | DS Techeetah                     | 36      | 47:08.261       | 1        | 25+5   |
| 2    | 36  | André Lotterer         | TAG Heuer Porsche Formula E Team | 36      | +5.445          | 3        | 18     |
| 3    | 2   | Sam Bird               | Envision Virgin Racing           | 36      | +6.526          | 7        | 15     |
| 4    | 17  | Nyck de Vries          | Mercedes-Benz EQ Formula E Team  | 36      | +6.911          | 5        | 12     |
| 5    | 64  | Jérôme d'Ambrosio      | Mahindra Racing                  | 36      | +13.212         | 6        | 10     |
| 6    | 5   | Stoffel Vandoorne      | Mercedes-Benz EQ Formula E Team  | 36      | +13.654         | 15       | 8      |
| 7    | 23  | Sébastien Buemi        | Nissan e.dams                    | 36      | +14.926         | 4        | 6      |
| 8    | 11  | Lucas Di Grassi        | Audi Sport ABT Schaeffler        | 36      | +17.311         | 20       | 4      |
| 9    | 27  | Alexander Sims         | BMW i Andretti Motorsport        | 36      | +17.673         | 16       | 2      |
| 10   | 66  | René Rast              | Audi Sport ABT Schaeffler        | 36      | +18.852         | 13       | 1      |
| 11   | 18  | Neel Jani              | TAG Heuer Porsche Formula E Team | 36      | +21.039         | 17       |        |
| 12   | 94  | Alex Lynn              | Mahindra Racing                  | 36      | +21.603         | 11       |        |
| 13   | 20  | Mitch Evans            | Panasonic Jaguar Racing          | 36      | +22.482         | 8        |        |
| 14   | 22  | Oliver Rowland         | Nissan e.dams                    | 36      | +23.208         | PL       |        |
| 15   | 51  | James Calado           | Panasonic Jaguar Racing          | 36      | +28.906         | 24       |        |
| 16   | 3   | Oliver Turvey          | NIO 333 FE Team                  | 36      | +31.116         | 18       |        |
| 17   | 48  | Edoardo Mortara        | ROKiT Venturi Racing             | 36      | +38.765         | 14       |        |
| 18   | 33  | Daniel Abt             | NIO 333 FE Team                  | 36      | +39.282         | 21       |        |
| NC   | 25  | Jean-Éric Vergne       | DS Techeetah                     | 36      | +36.915         | 2        |        |
| NC   | 7   | Nico Müller            | GEOX Dragon                      | 36      | +3:02.455       | 19       |        |
| Ret  | 19  | Felipe Massa           | ROKiT Venturi Racing             | 22      | Accidente       | 9        |        |
| Ret  | 4   | Robin Frijns           | Envision Virgin Racing           | 8       | Accidente       | 10       |        |
| DSQ  | 28  | Maximilian Günther     | BMW i Andretti Motorsport        | 36      | Descalificado   | 12       |        |
| DSQ  | 6   | Sérgio Sette Câmara    | GEOX Dragon                      | 36      | Descalificado   | 22       |        |

Fuente: Fórmula E.

## Carrera 2

### Clasificación
Resultados
| Pos. | N.º | Piloto                 | Escudería                        | GS       | SP       | Parrilla  |
| ---- | --- | ---------------------- | -------------------------------- | -------- | -------- | --------- |
| 1    | 13  | António Félix da Costa | DS Techeetah                     | 1:06.791 | 1:06.442 | 1         |
| 2    | 23  | Sébastien Buemi        | Nissan e.dams                    | 1:06.779 | 1:06.859 | 2         |
| 3    | 94  | Alex Lynn              | Mahindra Racing                  | 1:06.873 | 1:06.919 | 3         |
| 4    | 17  | Nyck de Vries          | Mercedes-Benz EQ Formula E Team  | 1:06.951 | 1:06.921 | 4         |
| 5    | 4   | Robin Frijns           | Envision Virgin Racing           | 1:06.924 | 1:06.974 | 5         |
| 6    | 11  | Lucas di Grassi        | Audi Sport ABT Schaeffler        | 1:06.961 | 1:07.292 | 6         |
| 7    | 22  | Oliver Rowland         | Nissan e.dams                    | 1:07.018 |          | 7         |
| 8    | 25  | Jean-Éric Vergne       | DS Techeetah                     | 1:07.035 |          | 8         |
| 9    | 2   | Sam Bird               | Envision Virgin Racing           | 1:07.148 |          | 9         |
| 10   | 48  | Edoardo Mortara        | ROKiT Venturi Racing             | 1:07.218 |          | 10        |
| 11   | 28  | Maximilian Günther     | BMW i Andretti Motorsport        | 1:07.269 |          | 11        |
| 12   | 36  | André Lotterer         | TAG Heuer Porsche Formula E Team | 1:07.285 |          | 12        |
| 13   | 5   | Stoffel Vandoorne      | Mercedes-Benz EQ Formula E Team  | 1:07.292 |          | 13        |
| 14   | 64  | Jérôme d'Ambrosio      | Mahindra Racing                  | 1:07.338 |          | 14        |
| 15   | 27  | Alexander Sims         | BMW i Andretti Motorsport        | 1:07.368 |          | Pit Lane* |
| 16   | 3   | Oliver Turvey          | NIO 333 FE Team                  | 1:07.451 |          | 15        |
| 17   | 20  | Mitch Evans            | Panasonic Jaguar Racing          | 1:07.516 |          | 16        |
| 18   | 19  | Felipe Massa           | ROKiT Venturi Racing             | 1:07.557 |          | 17        |
| 19   | 7   | Nico Müller            | GEOX Dragon                      | 1:07.581 |          | 18        |
| 20   | 18  | Neel Jani              | TAG Heuer Porsche Formula E Team | 1:07.640 |          | 19        |
| 21   | 6   | Sérgio Sette Câmara    | GEOX Dragon                      | 1:07.846 |          | 20        |
| 22   | 33  | Daniel Abt             | NIO 333 FE Team                  | 1:08.005 |          | 21        |
| 23   | 51  | James Calado           | Panasonic Jaguar Racing          | 1:08.432 |          | 22        |
| 24   | 66  | René Rast              | Audi Sport ABT Schaeffler        | 1:08.464 |          | Pit Lane  |

Fuente: Fórmula E.

### Carrera
| Pos. | N.º | Piloto                 | Escudería                        | Vueltas | Tiempo/Retirado        | Parrilla | Puntos |
| ---- | --- | ---------------------- | -------------------------------- | ------- | ---------------------- | -------- | ------ |
| 1    | 13  | António Félix da Costa | DS Techeetah                     | 38      | 46:19.412              | 1        | 25+3   |
| 2    | 23  | Sébastien Buemi        | Nissan e.dams                    | 38      | +3.090                 | 2        | 18+1   |
| 3    | 11  | Lucas Di Grassi        | Audi Sport ABT Schaeffler        | 38      | +8.296                 | 6        | 15     |
| 4    | 4   | Robin Frijns           | Envision Virgin Racing           | 38      | +9.239                 | 5        | 12     |
| 5    | 5   | Stoffel Vandoorne      | Mercedes-Benz EQ Formula E Team  | 38      | +9.695                 | 13       | 10+1   |
| 6    | 2   | Sam Bird               | Envision Virgin Racing           | 38      | +10.081                | 9        | 8      |
| 7    | 22  | Oliver Rowland         | Nissan e.dams                    | 38      | +13.897                | 7        | 6      |
| 8    | 48  | Edoardo Mortara        | ROKiT Venturi Racing             | 38      | +16.367                | 10       | 4      |
| 9    | 36  | André Lotterer         | TAG Heuer Porsche Formula E Team | 38      | +16.893                | 12       | 2      |
| 10   | 25  | Jean-Éric Vergne       | DS Techeetah                     | 38      | +20.919                | 8        | 1      |
| 11   | 94  | Alex Lynn              | Mahindra Racing                  | 38      | +21.288                | 3        |        |
| 12   | 20  | Mitch Evans            | Panasonic Jaguar Racing          | 38      | +22.157                | 16       |        |
| 13   | 66  | René Rast              | Audi Sport ABT Schaeffler        | 38      | +22.631                | PL       |        |
| 14   | 7   | Nico Müller            | GEOX Dragon                      | 38      | +23.579                | 18       |        |
| 15   | 18  | Neel Jani              | TAG Heuer Porsche Formula E Team | 38      | +26.381                | 19       |        |
| 16   | 33  | Daniel Abt             | NIO 333 FE Team                  | 38      | +35.424                | 21       |        |
| 17   | 6   | Sérgio Sette Câmara    | GEOX Dragon                      | 38      | +35.727                | 20       |        |
| 18   | 3   | Oliver Turvey          | NIO 333 FE Team                  | 38      | +36.356                | 15       |        |
| 19   | 27  | Alexander Sims         | BMW i Andretti Motorsport        | 38      | +42.395                | PL       |        |
| 20   | 51  | James Calado           | Panasonic Jaguar Racing          | 38      | +52.828                | 22       |        |
| NC   | 19  | Felipe Massa           | ROKiT Venturi Racing             | 38      | +1:21.241              | 17       |        |
| Ret  | 28  | Maximilian Günther     | BMW i Andretti Motorsport        | 27      | Daños por accidente    | 11       |        |
| Ret  | 17  | Nyck de Vries          | Mercedes-Benz EQ Formula E Team  | 15      | Problemas electrónicos | 4        |        |
| DSQ  | 64  | Jérôme d'Ambrosio      | Mahindra Racing                  | 38      | Descalificado          | 14       |        |

Fuente: Fórmula E.

## Carrera 3

### Clasificación
Resultados
| Pos. | N.º | Piloto                 | Escudería                        | GS       | SP       | Parrilla |
| ---- | --- | ---------------------- | -------------------------------- | -------- | -------- | -------- |
| 1    | 25  | Jean-Éric Vergne       | DS Techeetah                     | 1:06.597 | 1:06.277 | 1        |
| 2    | 28  | Maximilian Günther     | BMW i Andretti Motorsport        | 1:06.856 | 1:06.772 | 2        |
| 3    | 64  | Jérôme d'Ambrosio      | Mahindra Racing                  | 1:06.748 | 1:06.825 | 3        |
| 4    | 5   | Stoffel Vandoorne      | Mercedes-Benz EQ Formula E Team  | 1:06.714 | 1:06.965 | 4        |
| 5    | 94  | Alex Lynn              | Mahindra Racing                  | 1:06.731 | 1:07.177 | 5        |
| 6    | 4   | Robin Frijns           | Envision Virgin Racing           | 1:06.740 | 1:07.180 | 6        |
| 7    | 36  | André Lotterer         | TAG Heuer Porsche Formula E Team | 1:06.867 |          | 7        |
| 8    | 17  | Nyck de Vries          | Mercedes-Benz EQ Formula E Team  | 1:06.907 |          | 13*      |
| 9    | 13  | António Félix da Costa | DS Techeetah                     | 1:06.938 |          | 8        |
| 10   | 22  | Oliver Rowland         | Nissan e.dams                    | 1:06.947 |          | 9        |
| 11   | 11  | Lucas di Grassi        | Audi Sport ABT Schaeffler        | 1:06.960 |          | 10       |
| 12   | 6   | Sérgio Sette Câmara    | GEOX Dragon                      | 1:07.077 |          | 11       |
| 13   | 19  | Felipe Massa           | ROKiT Venturi Racing             | 1:07.090 |          | 12       |
| 14   | 48  | Edoardo Mortara        | ROKiT Venturi Racing             | 1:07.098 |          | 14       |
| 15   | 23  | Sébastien Buemi        | Nissan e.dams                    | 1:07.140 |          | 15       |
| 16   | 27  | Alexander Sims         | BMW i Andretti Motorsport        | 1:07.141 |          | 16       |
| 17   | 51  | James Calado           | Panasonic Jaguar Racing          | 1:07.147 |          | 17       |
| 18   | 18  | Neel Jani              | TAG Heuer Porsche Formula E Team | 1:07.193 |          | 18       |
| 19   | 20  | Mitch Evans            | Panasonic Jaguar Racing          | 1:07.197 |          | 19       |
| 20   | 2   | Sam Bird               | Envision Virgin Racing           | 1:07.208 |          | 20       |
| 21   | 66  | René Rast              | Audi Sport ABT Schaeffler        | 1:07.261 |          | 21       |
| 22   | 33  | Daniel Abt             | NIO 333 FE Team                  | 1:07.331 |          | 22       |
| 23   | 7   | Nico Müller            | GEOX Dragon                      | 1:07.366 |          | 23       |
| 24   | 3   | Oliver Turvey          | NIO 333 FE Team                  | 1:07.521 |          | 24       |

Fuente: Fórmula E.

### Carrera
| Pos. | N.º | Piloto                 | Escudería                        | Vueltas | Tiempo/Retirado        | Parrilla | Puntos |
| ---- | --- | ---------------------- | -------------------------------- | ------- | ---------------------- | -------- | ------ |
| 1    | 28  | Maximilian Günther     | BMW i Andretti Motorsport        | 35      | 46:15.512              | 2        | 25     |
| 2    | 4   | Robin Frijns           | Envision Virgin Racing           | 35      | +0.128                 | 6        | 18     |
| 3    | 25  | Jean-Éric Vergne       | DS Techeetah                     | 35      | +2.569                 | 1        | 15+4   |
| 4    | 13  | António Félix da Costa | DS Techeetah                     | 35      | +2.743                 | 8        | 12     |
| 5    | 36  | André Lotterer         | TAG Heuer Porsche Formula E Team | 35      | +3.136                 | 7        | 10     |
| 6    | 22  | Oliver Rowland         | Nissan e.dams                    | 35      | +5.547                 | 9        | 8      |
| 7    | 64  | Jérôme d'Ambrosio      | Mahindra Racing                  | 35      | +7.893                 | 3        | 6      |
| 8    | 11  | Lucas Di Grassi        | Audi Sport ABT Schaeffler        | 35      | +12.672                | 10       | 4      |
| 9    | 20  | Mitch Evans            | Panasonic Jaguar Racing          | 35      | +13.511                | 19       | 2+1    |
| 10   | 27  | Alexander Sims         | BMW i Andretti Motorsport        | 35      | +19.248                | 16       | 1      |
| 11   | 23  | Sébastien Buemi        | Nissan e.dams                    | 35      | +20.240                | 15       |        |
| 12   | 7   | Nico Müller            | GEOX Dragon                      | 35      | +20.486                | 23       |        |
| 13   | 2   | Sam Bird               | Envision Virgin Racing           | 35      | +20.733                | 20       |        |
| 14   | 48  | Edoardo Mortara        | ROKiT Venturi Racing             | 35      | +20.944                | 14       |        |
| 15   | 33  | Daniel Abt             | NIO 333 FE Team                  | 35      | +21.948                | 22       |        |
| 16   | 3   | Oliver Turvey          | NIO 333 FE Team                  | 35      | +22.774                | 24       |        |
| 17   | 94  | Alex Lynn              | Mahindra Racing                  | 35      | +23.181                | 5        |        |
| 18   | 17  | Nyck de Vries          | Mercedes-Benz EQ Formula E Team  | 35      | +32.520                | 13       |        |
| 19   | 19  | Felipe Massa           | ROKiT Venturi Racing             | 35      | +36.549                | 12       |        |
| Ret  | 66  | René Rast              | Audi Sport ABT Schaeffler        | 30      | Problemas electrónicos | 21       |        |
| Ret  | 5   | Stoffel Vandoorne      | Mercedes-Benz EQ Formula E Team  | 17      | Pinchazo               | 4        |        |
| Ret  | 51  | James Calado           | Panasonic Jaguar Racing          | 13      | Daño por accidente     | 17       |        |
| Ret  | 6   | Sérgio Sette Câmara    | GEOX Dragon                      | 10      | Choque                 | 11       |        |
| Ret  | 18  | Neel Jani              | TAG Heuer Porsche Formula E Team | 10      | Choque                 | 18       |        |

Fuente: Fórmula E.

## Carrera 4

### Clasificación
Resultados
| Pos. | N.º | Piloto                 | Escudería                        | GS       | SP       | Parrilla |
| ---- | --- | ---------------------- | -------------------------------- | -------- | -------- | -------- |
| 1    | 25  | Jean-Éric Vergne       | DS Techeetah                     | 1:06.107 | 1:06.484 | 1        |
| 2    | 13  | António Félix da Costa | DS Techeetah                     | 1:06.856 | 1:06.772 | 2        |
| 3    | 22  | Oliver Rowland         | Nissan e.dams                    | 1:06.484 | 1:06.552 | 3        |
| 4    | 23  | Sébastien Buemi        | Nissan e.dams                    | 1:06.700 | 1:06.564 | 4        |
| 5    | 17  | Nyck de Vries          | Mercedes-Benz EQ Formula E Team  | 1:06.575 | 1:06.597 | 5        |
| 6    | 19  | Felipe Massa           | ROKiT Venturi Racing             | 1:06.674 | 1:06.777 | 6        |
| 7    | 94  | Alex Lynn              | Mahindra Racing                  | 1:06.741 |          | 7        |
| 8    | 66  | René Rast              | Audi Sport ABT Schaeffler        | 1:06.754 |          | 8        |
| 9    | 64  | Jérôme d'Ambrosio      | Mahindra Racing                  | 1:06.778 |          | 9        |
| 10   | 4   | Robin Frijns           | Envision Virgin Racing           | 1:06.818 |          | 10       |
| 11   | 20  | Mitch Evans            | Panasonic Jaguar Racing          | 1:06.859 |          | 11       |
| 12   | 11  | Lucas di Grassi        | Audi Sport ABT Schaeffler        | 1:06.866 |          | 12       |
| 13   | 48  | Edoardo Mortara        | ROKiT Venturi Racing             | 1:06.870 |          | 13       |
| 14   | 51  | James Calado           | Panasonic Jaguar Racing          | 1:06.904 |          | 14       |
| 15   | 7   | Nico Müller            | GEOX Dragon                      | 1:06.940 |          | 15       |
| 16   | 27  | Alexander Sims         | BMW i Andretti Motorsport        | 1:06.951 |          | 16       |
| 17   | 2   | Sam Bird               | Envision Virgin Racing           | 1:06.953 |          | 17       |
| 18   | 36  | André Lotterer         | TAG Heuer Porsche Formula E Team | 1:07.036 |          | 18       |
| 19   | 3   | Oliver Turvey          | NIO 333 FE Team                  | 1:07.038 |          | 19       |
| 20   | 5   | Stoffel Vandoorne      | Mercedes-Benz EQ Formula E Team  | 1:07.064 |          | 20       |
| 21   | 28  | Maximilian Günther     | BMW i Andretti Motorsport        | 1:07.103 |          | 21       |
| 22   | 18  | Neel Jani              | TAG Heuer Porsche Formula E Team | 1:07.119 |          | 22       |
| 23   | 33  | Daniel Abt             | NIO 333 FE Team                  | 1:07.351 |          | 23       |
| 24   | 6   | Sérgio Sette Câmara    | GEOX Dragon                      | 1:07.492 |          | 24*      |

Fuente: Fórmula E.

### Carrera
| Pos. | N.º | Piloto                 | Escudería                        | Vueltas | Tiempo/Retirado | Parrilla | Puntos |
| ---- | --- | ---------------------- | -------------------------------- | ------- | --------------- | -------- | ------ |
| 1    | 25  | Jean-Éric Vergne       | DS Techeetah                     | 37      | 46:24.803       | 1        | 25+4   |
| 2    | 13  | António Félix da Costa | DS Techeetah                     | 37      | +0.497          | 2        | 18+1   |
| 3    | 23  | Sébastien Buemi        | Nissan e.dams                    | 37      | +1.392          | 4        | 15     |
| 4    | 17  | Nyck de Vries          | Mercedes-Benz EQ Formula E Team  | 37      | +3.791          | 5        | 12     |
| 5    | 22  | Oliver Rowland         | Nissan e.dams                    | 37      | +5.018          | 3        | 10     |
| 6    | 11  | Lucas Di Grassi        | Audi Sport ABT Schaeffler        | 37      | +9.805          | 12       | 8      |
| 7    | 20  | Mitch Evans            | Panasonic Jaguar Racing          | 37      | +14.814         | 11       | 6      |
| 8    | 36  | André Lotterer         | TAG Heuer Porsche Formula E Team | 37      | +15.755         | 18       | 4      |
| 9    | 94  | Alex Lynn              | Mahindra Racing                  | 37      | +21.001         | 7        | 2      |
| 10   | 19  | Felipe Massa           | ROKiT Venturi Racing             | 37      | +22.809         | 6        | 1      |
| 11   | 2   | Sam Bird               | Envision Virgin Racing           | 37      | +22.911         | 17       |        |
| 12   | 5   | Stoffel Vandoorne      | Mercedes-Benz EQ Formula E Team  | 37      | +23.388         | 20       |        |
| 13   | 27  | Alexander Sims         | BMW i Andretti Motorsport        | 37      | +23.575         | 16       |        |
| 14   | 48  | Edoardo Mortara        | ROKiT Venturi Racing             | 37      | +23.889         | 13       |        |
| 15   | 64  | Jérôme d'Ambrosio      | Mahindra Racing                  | 37      | +23.914         | 9        |        |
| 16   | 66  | René Rast              | Audi Sport ABT Schaeffler        | 37      | +24.381         | 8        |        |
| 17   | 51  | James Calado           | Panasonic Jaguar Racing          | 37      | +26.600         | 14       |        |
| 18   | 33  | Daniel Abt             | NIO 333 FE Team                  | 37      | +29.121         | 23       |        |
| 19   | 18  | Neel Jani              | TAG Heuer Porsche Formula E Team | 37      | +29.527         | 22       |        |
| 20   | 7   | Nico Müller            | GEOX Dragon                      | 37      | +34.431         | 15       |        |
| 21   | 6   | Sérgio Sette Câmara    | GEOX Dragon                      | 37      | +36.315         | 24       |        |
| 22   | 3   | Oliver Turvey          | NIO 333 FE Team                  | 37      | +1:01.473       | 19       |        |
| Ret  | 28  | Maximilian Günther     | BMW i Andretti Motorsport        | 0       | Choque          | 21       |        |
| DNS  | 4   | Robin Frijns           | Envision Virgin Racing           | 0       | No corrió       | 10       |        |

Fuente: Fórmula E.

## Carrera 5

### Clasificación
Resultados
| Pos. | N.º | Piloto                 | Escudería                        | GS         | SP       | Parrilla |
| ---- | --- | ---------------------- | -------------------------------- | ---------- | -------- | -------- |
| 1    | 22  | Oliver Rowland         | Nissan e.dams                    | 1:16.191   | 1:15.955 | 1        |
| 2    | 4   | Robin Frijns           | Envision Virgin Racing           | 1:16.187   | 1:16.004 | 2        |
| 3    | 18  | Neel Jani              | TAG Heuer Porsche Formula E Team | 1:16.234   | 1:16.052 | 3        |
| 4    | 66  | René Rast              | Audi Sport ABT Schaeffler        | 1:15.993   | 1:16.127 | 4        |
| 5    | 94  | Alex Lynn              | Mahindra Racing                  | 1:16.158   | 1:16.192 | 5        |
| 6    | 51  | Tom Blomqvist          | Panasonic Jaguar Racing          | 1:16.226   | 1:16.529 | 6        |
| 7    | 36  | André Lotterer         | TAG Heuer Porsche Formula E Team | 1:16.241   |          | 7        |
| 8    | 19  | Felipe Massa           | ROKiT Venturi Racing             | 1:16.251   |          | 8        |
| 9    | 6   | Sérgio Sette Câmara    | GEOX Dragon                      | 1:16.292   |          | 9        |
| 10   | 48  | Edoardo Mortara        | ROKiT Venturi Racing             | 1:16.296   |          | 10       |
| 11   | 7   | Nico Müller            | GEOX Dragon                      | 1:16.327   |          | 11       |
| 12   | 3   | Oliver Turvey          | NIO 333 FE Team                  | 1:16.328   |          | 12       |
| 13   | 28  | Maximilian Günther     | BMW i Andretti Motorsport        | 1:16.394   |          | 13       |
| 14   | 20  | Mitch Evans            | Panasonic Jaguar Racing          | 1:16.395   |          | 14       |
| 15   | 27  | Alexander Sims         | BMW i Andretti Motorsport        | 1:16.449   |          | 15       |
| 16   | 2   | Sam Bird               | Envision Virgin Racing           | 1:16.524   |          | 16       |
| 17   | 64  | Jérôme d'Ambrosio      | Mahindra Racing                  | 1:16.539   |          | 17       |
| 18   | 5   | Stoffel Vandoorne      | Mercedes-Benz EQ Formula E Team  | 1:16.646   |          | 18       |
| 19   | 17  | Nyck de Vries          | Mercedes-Benz EQ Formula E Team  | 1:16.755   |          | 19       |
| 20   | 33  | Daniel Abt             | NIO 333 FE Team                  | 1:16.868   |          | 20       |
| DNQ  | 11  | Lucas di Grassi        | Audi Sport ABT Schaeffler        | Sin tiempo |          | 23       |
| DNQ  | 13  | António Félix da Costa | DS Techeetah                     | Sin tiempo |          | 21       |
| DNQ  | 23  | Sébastien Buemi        | Nissan e.dams                    | Sin tiempo |          | 22       |
| DNQ  | 25  | Jean-Éric Vergne       | DS Techeetah                     | Sin tiempo |          | 24       |

Fuente: Fórmula E.

### Carrera
| Pos. | N.º | Piloto                 | Escudería                        | Vueltas | Tiempo/Retirado        | Parrilla | Puntos |
| ---- | --- | ---------------------- | -------------------------------- | ------- | ---------------------- | -------- | ------ |
| 1    | 22  | Oliver Rowland         | Nissan e.dams                    | 36      | 47:28.880              | 1        | 25+4   |
| 2    | 4   | Robin Frijns           | Envision Virgin Racing           | 36      | +1.903                 | 2        | 18     |
| 3    | 66  | René Rast              | Audi Sport ABT Schaeffler        | 36      | +7.490                 | 4        | 15+1   |
| 4    | 36  | André Lotterer         | TAG Heuer Porsche Formula E Team | 36      | +7.863                 | 7        | 12     |
| 5    | 94  | Alex Lynn              | Mahindra Racing                  | 36      | +11.441                | 5        | 10     |
| 6    | 18  | Neel Jani              | TAG Heuer Porsche Formula E Team | 36      | +12.922                | 3        | 8      |
| 7    | 20  | Mitch Evans            | Panasonic Jaguar Racing          | 36      | +14.106                | 14       | 6      |
| 8    | 48  | Edoardo Mortara        | ROKiT Venturi Racing             | 36      | +17.134                | 10       | 4      |
| 9    | 5   | Stoffel Vandoorne      | Mercedes-Benz EQ Formula E Team  | 36      | +18.949                | 18       | 2      |
| 10   | 23  | Sébastien Buemi        | Nissan e.dams                    | 36      | +19.731                | 22       | 1      |
| 11   | 27  | Alexander Sims         | BMW i Andretti Motorsport        | 36      | +23.331                | 15       |        |
| 12   | 51  | Tom Blomqvist          | Panasonic Jaguar Racing          | 36      | +24.807                | 6        |        |
| 13   | 19  | Felipe Massa           | ROKiT Venturi Racing             | 36      | +27.775                | 8        |        |
| 14   | 17  | Nyck de Vries          | Mercedes-Benz EQ Formula E Team  | 36      | +28.723                | 19       |        |
| 15   | 6   | Sérgio Sette Câmara    | GEOX Dragon                      | 36      | +31.132                | 9        |        |
| 16   | 64  | Jérôme d'Ambrosio      | Mahindra Racing                  | 36      | +31.524                | 17       |        |
| 17   | 7   | Nico Müller            | GEOX Dragon                      | 36      | +34.140                | 11       |        |
| 18   | 25  | Jean-Éric Vergne       | DS Techeetah                     | 36      | +34.986                | 24       |        |
| 19   | 3   | Oliver Turvey          | NIO 333 FE Team                  | 36      | +44.377                | 12       |        |
| 20   | 2   | Sam Bird               | Envision Virgin Racing           | 36      | +46.591                | 16       |        |
| 21   | 11  | Lucas di Grassi        | Audi Sport ABT Schaeffler        | 36      | +1:15.119              | 23       |        |
| Ret  | 13  | António Félix da Costa | DS Techeetah                     | 35      | Problemas electrónicos | 21       |        |
| Ret  | 33  | Daniel Abt             | NIO 333 FE Team                  | 33      | Problemas técnicos     | 20       |        |
| Ret  | 28  | Maximilian Günther     | BMW i Andretti Motorsport        | 4       | Pinchazo               | 13       |        |

Fuente: Fórmula E.

## Carrera 6

### Clasificación
Resultados
| Pos. | N.º | Piloto                 | Escudería                        | GS       | SP       | Parrilla |
| ---- | --- | ---------------------- | -------------------------------- | -------- | -------- | -------- |
| 1    | 5   | Stoffel Vandoorne      | Mercedes-Benz EQ Formula E Team  | 1:15.717 | 1:15.468 | 1        |
| 2    | 23  | Sébastien Buemi        | Nissan e.dams                    | 1:15.660 | 1:15.527 | 2        |
| 3    | 66  | René Rast              | Audi Sport ABT Schaeffler        | 1:15.688 | 1:15.720 | 3        |
| 4    | 17  | Nyck de Vries          | Mercedes-Benz EQ Formula E Team  | 1:15.729 | 1:15.738 | 4        |
| 5    | 4   | Robin Frijns           | Envision Virgin Racing           | 1:15.793 | 1:15.867 | 5        |
| 6    | 48  | Edoardo Mortara        | ROKiT Venturi Racing             | 1:15.848 | 1:16.055 | 6        |
| 7    | 94  | Alex Lynn              | Mahindra Racing                  | 1:15.851 |          | 7        |
| 8    | 18  | Neel Jani              | TAG Heuer Porsche Formula E Team | 1:15.861 |          | 8        |
| 9    | 6   | Sérgio Sette Câmara    | GEOX Dragon                      | 1:15.904 |          | 9        |
| 10   | 11  | Lucas di Grassi        | Audi Sport ABT Schaeffler        | 1:15.915 |          | 10       |
| 11   | 19  | Felipe Massa           | ROKiT Venturi Racing             | 1:15.937 |          | 11       |
| 12   | 51  | Tom Blomqvist          | Panasonic Jaguar Racing          | 1:15.958 |          | 12       |
| 13   | 3   | Oliver Turvey          | NIO 333 FE Team                  | 1:15.958 |          | 13       |
| 14   | 2   | Sam Bird               | Envision Virgin Racing           | 1:16.002 |          | 14       |
| 15   | 27  | Alexander Sims         | BMW i Andretti Motorsport        | 1:16.028 |          | 15       |
| 16   | 64  | Jérôme d'Ambrosio      | Mahindra Racing                  | 1:16.057 |          | 16       |
| 17   | 33  | Daniel Abt             | NIO 333 FE Team                  | 1:16.109 |          | 17       |
| 18   | 28  | Maximilian Günther     | BMW i Andretti Motorsport        | 1:16.134 |          | 18       |
| 19   | 13  | António Félix da Costa | DS Techeetah                     | 1:16.176 |          | 19       |
| 20   | 36  | André Lotterer         | TAG Heuer Porsche Formula E Team | 1:16.317 |          | 20       |
| 21   | 25  | Jean-Éric Vergne       | DS Techeetah                     | 1:16.393 |          | 21       |
| 22   | 7   | Nico Müller            | GEOX Dragon                      | 1:16.409 |          | 22       |
| 23   | 20  | Mitch Evans            | Panasonic Jaguar Racing          | 1:16.449 |          | 23       |
| 24   | 22  | Oliver Rowland         | Nissan e.dams                    | 1:16.993 |          | 24       |

Fuente: Fórmula E.

### Carrera
| Pos. | N.º | Piloto                 | Escudería                        | Vueltas | Tiempo/Retirado | Parrilla | Puntos |
| ---- | --- | ---------------------- | -------------------------------- | ------- | --------------- | -------- | ------ |
| 1    | 5   | Stoffel Vandoorne      | Mercedes-Benz EQ Formula E Team  | 36      | 47:22.107       | 1        | 25+3   |
| 2    | 17  | Nyck de Vries          | Mercedes-Benz EQ Formula E Team  | 36      | +1.340          | 4        | 18     |
| 3    | 23  | Sébastien Buemi        | Nissan e.dams                    | 36      | +2.841          | 2        | 15+1   |
| 4    | 66  | René Rast              | Audi Sport ABT Schaeffler        | 36      | +3.580          | 3        | 12     |
| 5    | 2   | Sam Bird               | Envision Virgin Racing           | 36      | +8.710          | 14       | 10+1   |
| 6    | 11  | Lucas di Grassi        | Audi Sport ABT Schaeffler        | 36      | +11.593         | 10       | 8      |
| 7    | 25  | Jean-Éric Vergne       | DS Techeetah                     | 36      | +12.895         | 21       | 6      |
| 8    | 94  | Alex Lynn              | Mahindra Racing                  | 36      | +14.719         | 7        | 4      |
| 9    | 13  | António Félix da Costa | DS Techeetah                     | 36      | +15.304         | 19       | 2      |
| 10   | 48  | Edoardo Mortara        | ROKiT Venturi Racing             | 36      | +16.154         | 6        | 1      |
| 11   | 20  | Mitch Evans            | Panasonic Jaguar Racing          | 36      | +16.348         | 23       |        |
| 12   | 28  | Maximilian Günther     | BMW i Andretti Motorsport        | 36      | +17.798         | 18       |        |
| 13   | 27  | Alexander Sims         | BMW i Andretti Motorsport        | 36      | +22.229         | 15       |        |
| 14   | 36  | André Lotterer         | TAG Heuer Porsche Formula E Team | 36      | +23.893         | 20       |        |
| 15   | 18  | Neel Jani              | TAG Heuer Porsche Formula E Team | 36      | +24.888         | 8        |        |
| 16   | 19  | Felipe Massa           | ROKiT Venturi Racing             | 36      | +25.577         | 11       |        |
| 17   | 51  | Tom Blomqvist          | Panasonic Jaguar Racing          | 36      | +25.992         | 12       |        |
| 18   | 64  | Jérôme d'Ambrosio      | Mahindra Racing                  | 36      | +30.485         | 16       |        |
| 19   | 6   | Sérgio Sette Câmara    | GEOX Dragon                      | 36      | +31.453         | 9        |        |
| 20   | 33  | Daniel Abt             | NIO 333 FE Team                  | 36      | +38.071         | 17       |        |
| 21   | 3   | Oliver Turvey          | NIO 333 FE Team                  | 36      | +39.694         | 13       |        |
| 22   | 7   | Nico Müller            | GEOX Dragon                      | 36      | +1:11.178       | 22       |        |
| Ret  | 4   | Robin Frijns           | Envision Virgin Racing           | 33      | Pinchazo        | 5        |        |
| Ret  | 22  | Oliver Rowland         | Nissan e.dams                    | 25      | Accidente       | 24       |        |

Fuente: Fórmula E.

## Clasificaciones tras las carreras
| Pos. | Piloto                 | Puntos |
| ---- | ---------------------- | ------ |
| 1    | António Félix da Costa | 158    |
| 2    | Stoffel Vandoorne      | 87     |
| 3    | Jean-Éric Vergne       | 86     |
| 4    | Sébastien Buemi        | 84     |
| 5    | Oliver Rowland         | 83     |

| Pos. | Escudería                       | Puntos |
| ---- | ------------------------------- | ------ |
| 1    | DS Techeetah                    | 244    |
| 2    | Nissan e.dams                   | 167    |
| 3    | Mercedes-Benz EQ Formula E Team | 147    |
| 4    | Envision Virgin Racing          | 121    |
| 5    | BMW i Andretti Motorsport       | 118    |